# Jean Charles Delafosse
Jean Charles Delafosse (Parijs, 1734 – aldaar, 11 oktober 1789), ook Jean Charles de Lafosse of de la Fosse genoemd, was een Frans architect, ornamentontwerper en tekenaar.

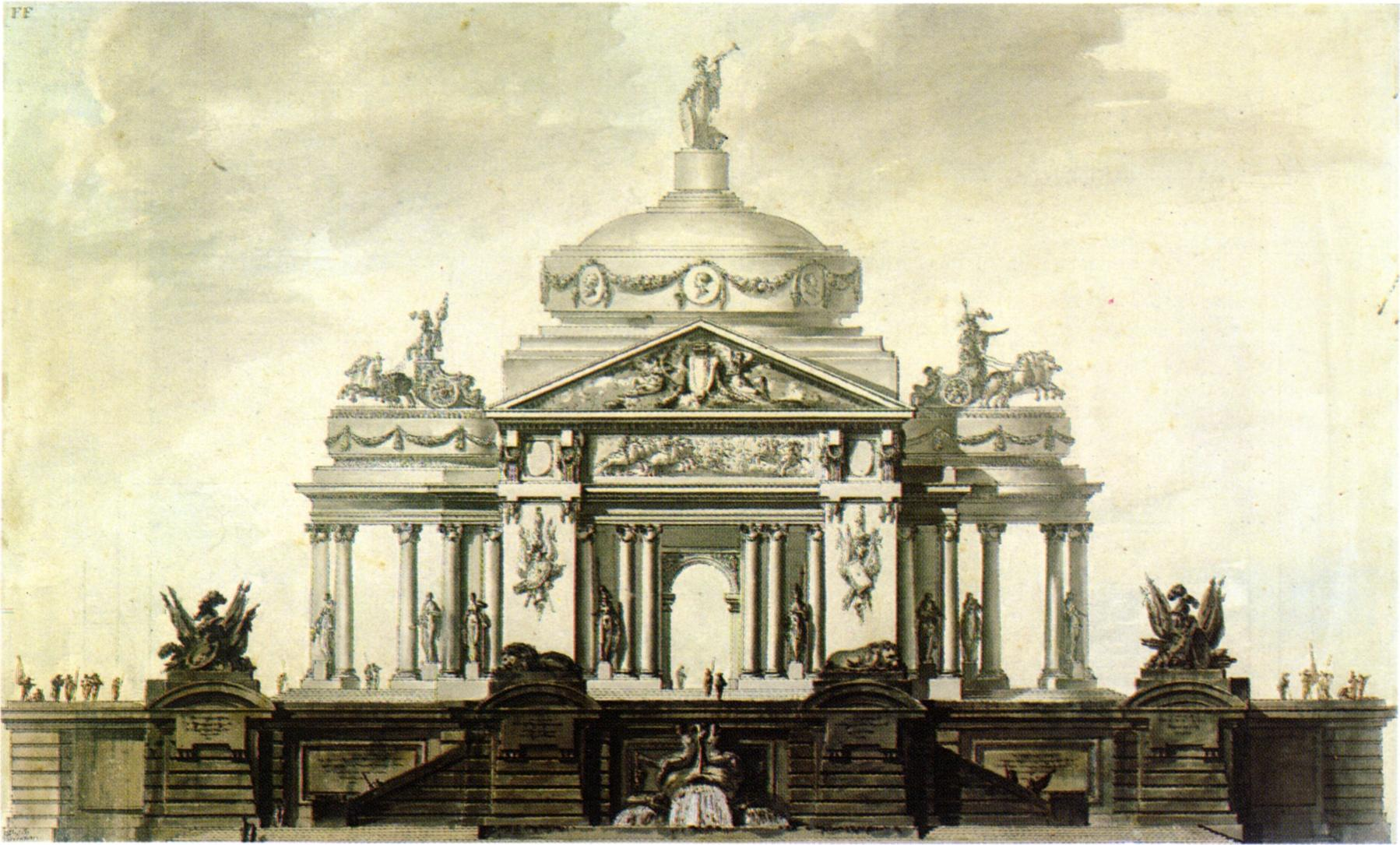
Ontwerp voor een monument. Zonder jaar. Pen in grijze inkt, grijs gewassen, waterverf. Rotterdam, Museum Boijmans Van Beuningen.

Delafosse was een van de belangrijkste vertegenwoordigers van de Lodewijk XVI-stijl. Hij ontwierp bouwwerken, geïnspireerd op de Griekse en Romeinse architectuur, overladen met ornamenten, zoals festoenen, medaillons en trofeeën. Zijn in 1768 uitgegeven boek Iconologie bevat een groot aantal ideeën op het gebied van decoratie in de bouwkunst. In zijn tekeningen verwerkte hij deze motieven ook bij gebruiksvoorwerpen.
- Biblioteca Nacional de España: XX1029782
- Bibliothèque nationale de France: cb149570976 (data)
- Gemeinsame Normdatei: 100175333
- International Standard Name Identifier: 0000 0000 6634 4202
- KulturNav: 73defc5c-b9c2-44d8-8fa7-f0f43b6b0558
- Library of Congress Control Number: nr91016335
- Nationale Bibliotheek van Tsjechië: ntk20211122211
- Nationale Bibliotheek van Israël: 987007294914505171
- Nederlandse Thesaurus van Auteursnamen: 183420772
- RKD-Nederlands Instituut voor Kunstgeschiedenis: 47390
- Istituto Centrale per il Catalogo Unico: VIAV103140
- Système universitaire de documentation: 120923971
- Union List of Artist Names: 500022584
- Virtual International Authority File: 27335155
- WorldCat: E39PBJpDJmjRFyQx88K7wHc9Dq